# 해팽
해팽(海膨, oceanic rise)이란 해령보다 경사가 완만하고 기복이 적은 해저 지형이다. 해령과 구분하는 뚜렷한 기준은 없다. 해령과 마찬가지로 판구조론에 의한 해저 확대가 일어나는 장소로, 열수가 분출하는 곳도 있다.

## 주요 해팽
- 동태평양 해팽
- 버뮤다 해팽
- 칠레 해팽

## 같이 보기
- 해령
- 해구
- 해분
- 해저곡